# Chamber Choir of Europe
Der Chamber Choir of Europe (CCE) ist ein in Mannheim ansässiger internationaler Kammerchor. Der Chor besteht aus Sängern aus ganz Europa und anderen Teilen der Welt.

## Geschichte
1997 gründete der Dirigent Hanno Kreft  aufbauend auf Mitgliedern des Weltjugendchores den Nordic Chamber Choir. Das neue Ensemble entwickelte sich rasch unter dem künstlerischen Leiter Nicol Matt zu einem anerkannten und geschätzten Chorensemble in ganz Europa. Der Chor wurde im April 2002 gemäß seinem internationalen Anspruch in Chamber Choir of Europe umbenannt. Im Jahr 2000 gewann der Chor bei dem Internationalen Kammerchorwettbewerb von Marktoberdorf, einem bedeutenden europäischen Chorwettbewerb, einen zweiten Platz.
Das Repertoire des CCE umfasst ein stilistisch und historisch breites Spektrum, das sich von der Renaissance über die Romantik bis ins 21. Jahrhundert erstreckt. Die Arbeit mit zeitgenössischen europäischen und amerikanischen Komponisten ist ein wichtiger Schwerpunkt der Chorarbeit. Künstlerische Vielfalt und herausragende musikalische Interpretation sind dabei die Markenzeichen des CCE.
Seit Beginn spielte der Chor regelmäßig Tonträger und Rundfunkaufnahmen ein. Solche Tonträgereinspielungen fanden sowohl beim Publikum wie in der Fachpresse gute Resonanz. Das Klassik-Magazin Fono Forum schrieb beispielsweise in seiner Ausgabe 12/2000 zu den Einspielungen von Werken des amerikanischen Komponisten Morten Lauridsen: „Der Nordic Chamber Choir präsentiert sich als hervorragendes Ensemble: Perfektion und spannungsvolle Gestaltung  halten sich die Waage, die Musizierfreude ist unüberhörbar.“ Die Zeitschrift „Klassik Heute“ (12/2000) lobt ebenfalls diese Aufnahmen. Für das Label Brilliant Classics erfolgte im Laufe der Jahre die Einspielung aller Chorwerke von Mozart, Brahms, Mendelssohn sowie aller Choräle von Johann Sebastian Bach. Für die Aufnahmen der Motetten von Johann Sebastian Bach 2011 wurde der Chor gemeinsam mit den European Chamber Solists unter der Leitung von Nicol Matt mit dem Diapason d’or ausgezeichnet. Rundfunkausstrahlungen des Bayerischen Rundfunks in 2011 von Konzerten des Chores mit Bobby McFerrin und Roger Treece aus der Münchener Philharmonie brachten dem Chor weltweit Wertschätzung.
Der Chor tritt mittlerweile regelmäßig auf Festivals in ganz Europa auf.

## Diskografie (Auswahl)
- Light Eternal - The Choral Music of Morten Lauridsen
- La Passion selon Saint-Jean - Frédéric Ledroit
- Mantra meets Classic
- in diesem Lande leben wir ... (zusammen mit Wolf Biermann)
- J. S. Bach: Motets BWV 225-230 (zusammen mit den European Chamber Soloists)
- Johannes Brahms: Choral works (Acht-CD-Box)